# منتخب الأوروغواي لكأس ديفيز
منتخب الأوروغواي لكأس ديفيز (بالإسبانية: Equipo de Copa Davis de Uruguay)‏ هو ممثل الأوروغواي الرسمي في كرة المضرب في كأس ديفيز.